# Snøtoppvatnan
Snøtoppvatnan är - enligt Norges vassdrags- og energidirektorat (NVE) - en samling av tre närliggande mindre sjöar i Sørfold kommun i Nordland fylke, Norge. De ligger i Rago nationalpark och avvattnas av ett namnlöst biflöde till Trolldalselva. Tillflöde sker från mindre vattendrag med källflöden i Sverige, som rinner ner från Snøtoppens sydvästra sida. Avrinningsområdets storlek är 3,57 km2.
Faktarutan gäller den största av sjöarna. I tabellen nedan ges individuell information för samtliga 3 sjöar:
| Sjö | NVE-id | Areal i km2 | Avrinningsområde i km2 | Höjd över havet i meter |
| --- | ------ | ----------- | ---------------------- | ----------------------- |
| 1   | 46075  | 0,183       | 3,11                   | 474                     |
| 2   | 46070  | 0,047       | 3,57                   | 469                     |
| 3   | 46083  | 0,0339      | 1,47                   | 555                     |
|     |        |             |                        |                         |

Från Ragohytta i centrala Rago går en stig till den närliggande sjön Ragovatnan. Därifrån når man lätt Snøtoppvatnan som ligger mindre än en km längre norrut.

## Galleri

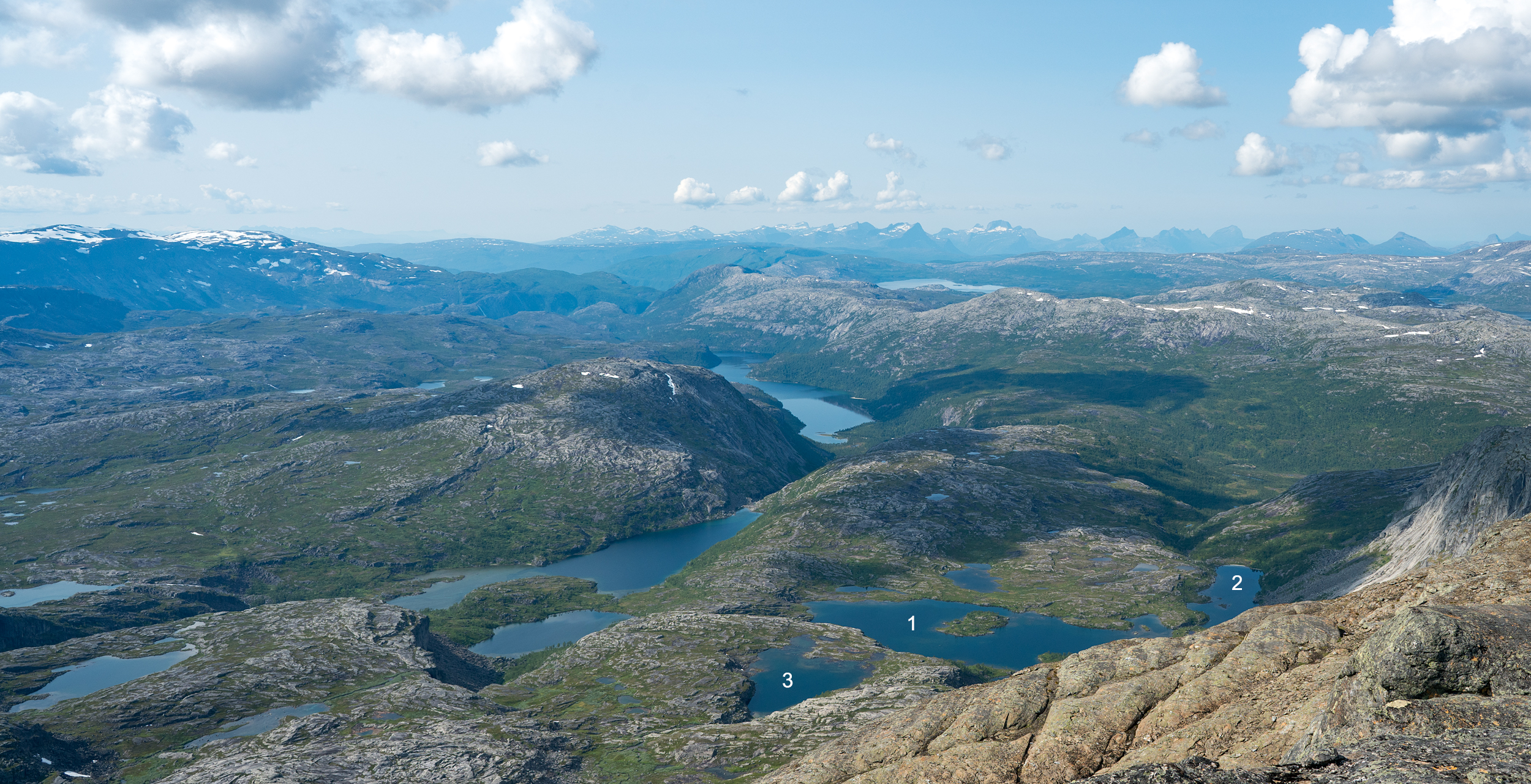
Vy mot sydväst från Snøtoppen med sjöarna i Snøtoppvatnan markerade med siffror.
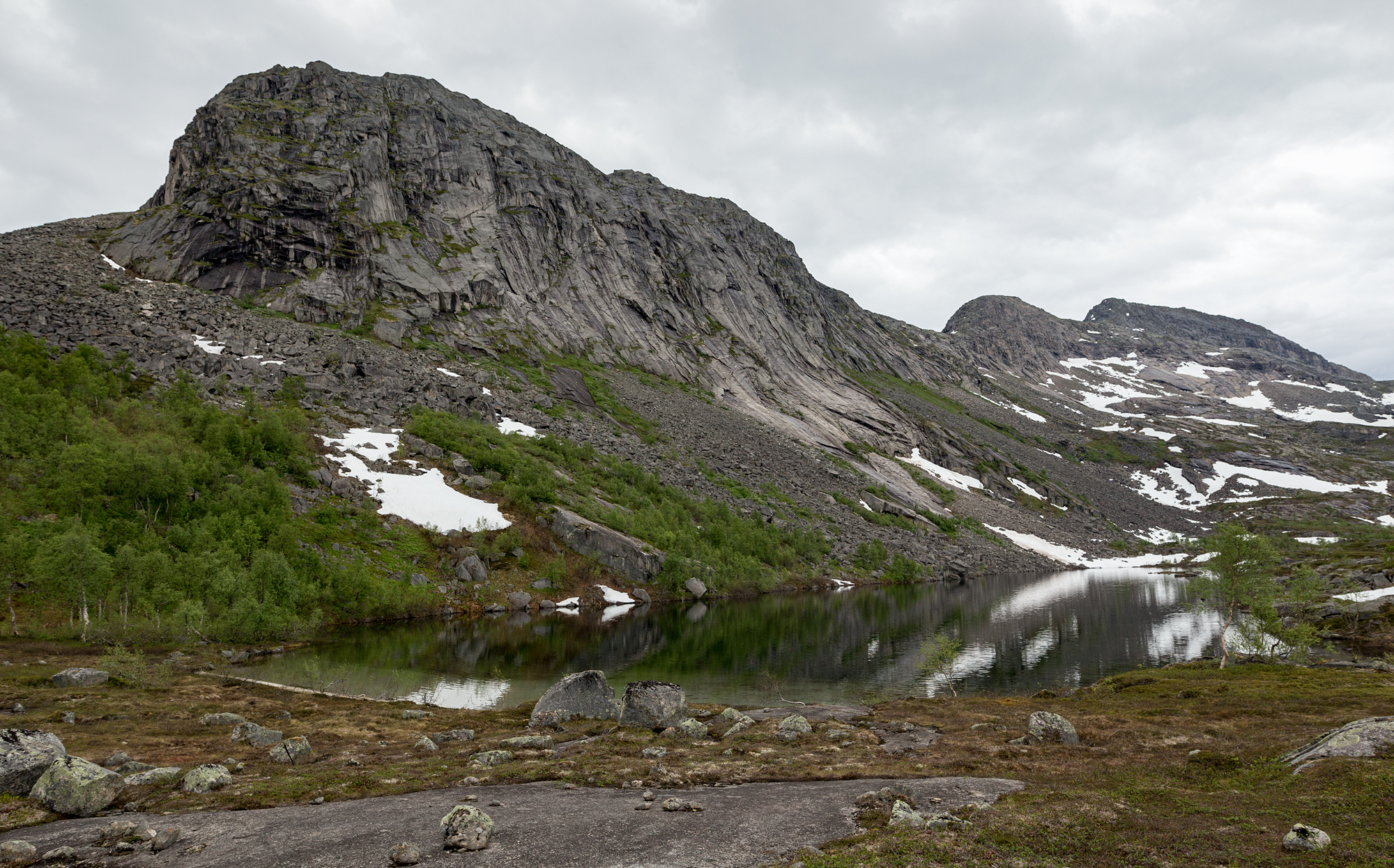
Den näst största av sjöarna i Snøtoppvatnan, med Snøtoppen i bakgrunden.